# Conirostre marguerite
Conirostrum margaritae
Espèce
Répartition géographique
Statut de conservation UICN

 VU A3c : Vulnérable
Le Conirostre marguerite (Conirostrum margaritae), également appelé Sucrier à poitrine perlée, est une espèce de passereaux de la famille des Thraupidae.

## Répartition géographique
Son aire dissoute s'étend le long des zones de confluence du bassin de l'Amazone : au Pérou (río Napo), au Brésil (rio Negro et Jamunda) et en Bolivie (confluence des ríos Beni et Mamoré avec le río Madre de Dios).